# (73638) Лиханов
(73638) Лиханов (лат. Likhanov) — типичный астероид главного пояса, открыт 8 ноября 1975 года советским астрономом Николаем Черных в Крымской астрофизической обсерватории и 22 февраля 2016 года назван в честь писателя Альберта Лиханова

## Обнаружение и именование
(73638) Лиханов
Открыт 8 ноября 1975 года в Научном Н. С. Черных.
Альберт Анатольевич Лиханов (р. 1935) — известный русский писатель, академик Российской академии образования, профессор нескольких университетов, основатель и руководитель крупнейшего в России детского благотворительного фонда «Российский детский фонд».
Оригинальный текст (англ.)73638 Likhanov
Discovered 1975 Nov. 8 by N. S. Chernykh at Nauchnyj.
Albert Anatolievich Likhanov (b. 1935) is a famous Russian writer, academician of the Russian Academy of Education, professor at several universities, and founder and head of Russia's largest childrenʹs charity fund, Russian Children Foundation.
Источники: MPC batch dated 2016-02-22; M.P.C. 98714.

## Орбита

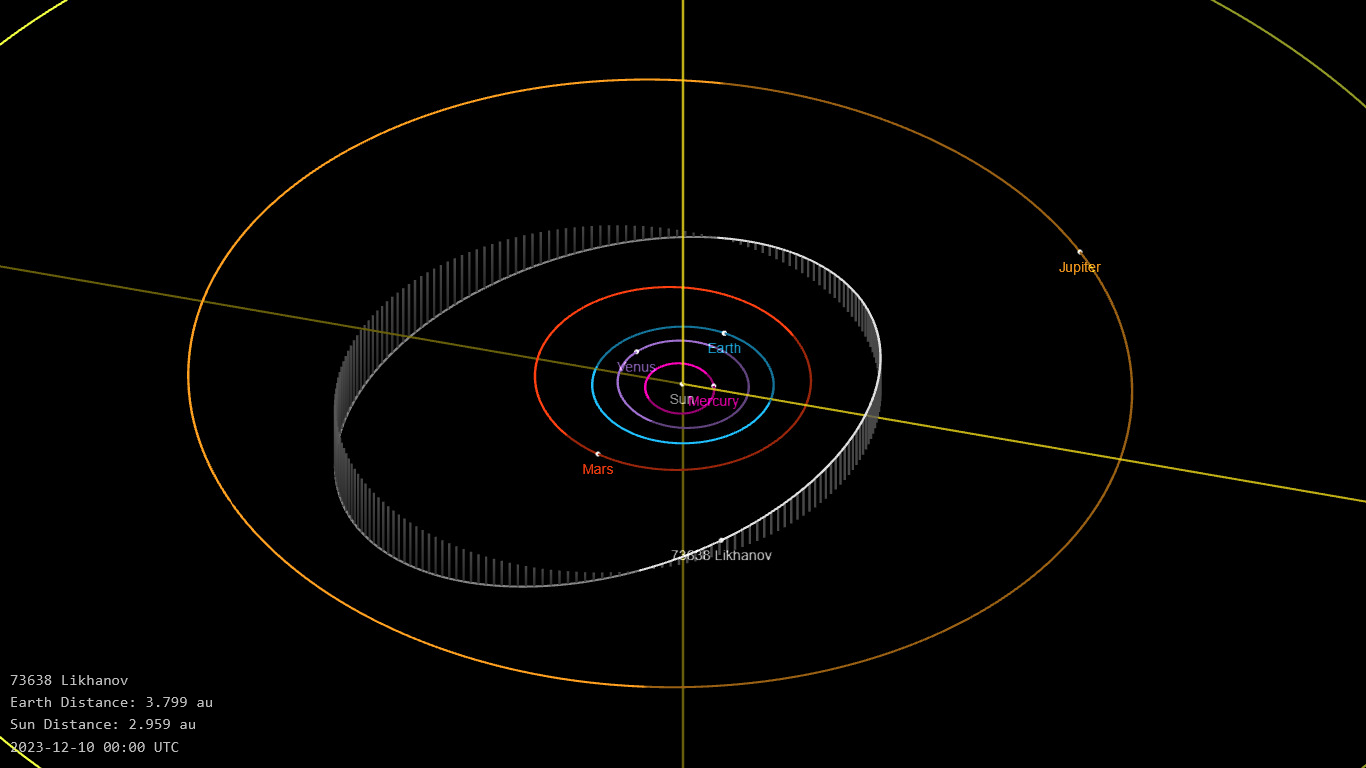
Орбита астероида Лиханов и его положение в Солнечной системе

## Физические характеристики
Астероид относится к таксономическому классу C.
По результатам наблюдений системы последнего оповещения о столкновении астероида с Землей Asteroid Terrestrial-impact Last Alert System абсолютная звёздная величина астероида оценивалась равной 13,12±0,171m.